# Карипска мистерија
Карипска мистерија (издат 1964) је детективски роман британске списатељице Агате Кристи први пут објављен у Великој Британији од стране издавачке куће "Collins Crime Club" 16. новембра 1964. и у Сједињеним Државама од стране издавачке куће "Dodd, Mead and Company" наредне године. Издање у Великој Британији се продавало за шеснаест шилинга, а издање у САД-у за 4,5 долара. У њему се појављује детективка госпођица Марпл.
Два рецензента у време објављивања романа рекла су да се Агата Кристи враћа на врх своје форме. Критичар који је писао 1990. године оценио је да је овај заплет стандардна цена за сваког писца који путује на Карибе и треба му двострука обавеза због одмора.
Два главна лика се поново појављују у роману Немезис 1971. године. Џејсон Рафиел се поново појављује постхумно, а његова помоћница Естер Волтерс помаже госпођици Марпл у раним поглављима те приче.

## Радња
Ова прича се дешава у летовалишту Златна палма на карипском острву Сент Оноре. Сестрић је госпођици Марпл платио да она тамо одмара након напада. Она разговара са мајором Палгрејвом, човеком који је добро путовао и има много прича које треба да подели. Она седи, и напола слуша све док Палгрејв није испричао причу о човеку који се извукао са убиством више пута. Када је Палгрејв питао да ли жели да види слику убице, она је пажљиво слушала – али када је он пронашао слику у свом новчанику, изненада је променио тему. Госпођица Марпл је подигла поглед да види зашто и уочила неколико људи у близини.
Следећег дана, када је служавка Викторија пронашла мртвог мајора Палгрејва у његовој соби, госпођица Марпл је уверена да је убијен. Она тражи од др. Грејема да пронађе слику коју је поменуо претварајући се да је то слика њеног сестрића, али слика није пронађена. У међувремену, она је разговарала са осталима: власницима хотела Тимом и Моли Кендал, оцем и попадијом Прескот, тајкуном везаним за инвалидска колица Џејсоном Рафиелом, његовим неговатељем, масером, послужитељем и собаром Џексоном, његовом тајницом Естер Волтерс, Американком Лаки Дајсон и њеним мужем Грегом и Едвардом и Евелин Хилингдон. На плажи је госпођица Марпл видела госпођу де Касперо, жену на одмору која каже да се сећа мајора Палгрејва јер је имао чудно око. Госпођица Марпл ју је исправила да је имао стаклено око, али она ипак каже да је око било зло.
Викторија обавештава Кендалове да се не сећа да је видела лек за висок крвни притисак Серените у соби мајора Палгрејва пре његове смрти, иако је пронађен на његовом столу након његове смрти. Те ноћи, Викторија је пронађена избодена на смрт. Моли почиње да има ноћне море. Госпођица Марпл затиче Џексона како проверава Молину козметику који каже да би велебиље ако би се додало изазивало ноћне море. Следеће ноћи, Тим проналази Моли онесвешћену на поду. Изгледа да је узела превелику количину таблета за спавање. Полиција је позвана, а кувар Енрико им каже да је видео Моли како држи нож за одреске пре него што је изашао напоље. Госпођица Марпл пита остале да ли је мајор Палгрејв рекао људима за слику. Други тврде да је Палгрејв рекао да то није била слика убице жене, већ убице мужа. Када је полиција схватила да лек за висок притисак није припадао мајору Палгрејву, његово тело је ископано и обдукција открива да је умро од тровања као што је госпођица Марпл очекивала.
У ноћи, госпођицу Марпл су пробудили звуци потраге. Речено јој је да се Тим пробудио и открио да му је жена нестала. Они проналазе наизглед њено тело у потоку, али се испоставило да је то Лаки јер су две жене личиле.
Госпођица Марпл изненада схвата кога је мајор видео те ноћи када је препознао особу са слике као некога на острву. Она буди господина Рафиела и Џексона представљајући се као Немезис па са њима одлази у кућу Тима и Моли Кендал. Тамо проналазе Тима како нуди Молли пиће. Госпођица Марпл каже Џексону да однесе чашу. Она каже да у њој има смртоносног наркотика. Док је Џексон држао Тима, она објашњава да је Тим убица супруге којег је препознао мајор Палгрејв. Госпођица Марпл је мислила да је Палгрејв видео Хилингдонове и Дајсонове преко њеног десног рамена док су се пењали плажом, али је управо схватила да он има стаклено око на левој страни па их није могао видети. Тим и Моли су седели са њене леве стране. Даље, прича коју је мајор испричао госпођици Марпл о томе да је муж низни убица својих жена и да није био ухваћен била је прича о Тиму Кендалу. Тим је планирао да ускоро убије Моли и зато је морао да убије мајора Палгрејва јер га је препознао. Убио је и Викторију која се сетила да је Серенит био у погрешној просторији. Тим је ставио велебиље у Молину козметику како би она другима изгледала љута. Тим је замолио своју жену да се нађе са њим поред потока, али Моли је скренула пажњу виђењем због велебиља и одлутала је. Тим је у мраку угледао Лаки и побркао је са Моли. Хтео је да отрује Моли када га је госпођица Марпл прекинула.
Естер Волтерс изненада наваљује да Тим није убица. Тим јој виче да ћути. Планирао је да се ожени Естер након Молине смрти јер је чуо да ће она наследити велику своту новца од Џејсона Рафиела.
Господин Рафиел одлучује да уложи мало у Моли јер она сама сада води одмаралиште "Златна палма". Госпођица Марпл лети кући у Енглеску након одмора у тропској топлини.

## Ликови
- Госпођица Марпл: старија детективка и уседелица са оком за појединости и неочекиване трагове и „умом као лавабоом“. Сестрић је шаље на одмор на Карибима.
- Мајор Палгрејв: Старији, речит човек са стакленим оком који прича приче из прошлости од којих за неке приче има слике или исечке из вести да их илуструје.
- Тим Кендал: Мушкарац од око тридесетак година ожењен Моли Кендал коју користи за лажне препоруке и са њом отвара хотел користећи њен новац.
- Моли Кендал: Тимова лепа млада жена која са њим покреће хотел у коме се прича одвија. Она на крају верује да је психички болесна и поверава то Евелин, иако су њени симптоми последица тровања.
- Џејсон Рафиел: Несрећни старац са великим богатством и неочекивано љубазним духом који даје сјај госпођици Марпл.
- Естер Волтерс: Тајница Џејсона Рафиела (удовица сиромашног храниоца) са дететом у школи у Енглеској.
- Викторија: Домородкиња из Сент Онореа која је открила смрт мајора Палгрејва и тајанствену бчицу Серенита. Има ванбрачно двоје деце и друга је убијена жртва.
- Грег Дајсон: Љубитељ природе сада ожењен Лаки, својом другом женом.
- Лаки Дајсон: Привлача Американка удата за Грега. Ковала је заверу да убије његову прву жену заједно са Едвардом Хилингдоном кога је преварила да осети кривицу за своје поступке, а затим завела. Она је трећа жртва убиства.
- Едвард Хилингдон: Евелинин муж и страствени љубитељ природе. Има децу у интернату и прељубу са Лаки.
- Евелин Хилингдон: Жена која не воли свог мужа Едварда, али остаје са њим и због изгледа у јавности и због своје деце.
- Госпођа Де Каспеаро: Јужноамериканка на одмору која се противи ружноћи, а тиме и мајору Палгрејву и Џејсону Рафиелу. Стаклено око мајора Палгрејва примећује као зло око.
- Госпођица Прескот: Старија жена која ужива у оговарању и дошла је на одмор са својим братом оцем Прескотом.
- Отац Прескот: брат госпођице Прескот и свештеник који не воли оговарање своје сестре.
- Др. Грејем: Лекар из Сент Онореа који се полако повлачи из праксе и лечи госпођицу Марпл која се претвара да је болесна, брине о Моли и потврђује смрт побијених.
- Џексон: Собар, масер и послужитељ господина Рафиела који је (по признању госпођице Марпл) радио у козметичком друштву.

## Књижевни значај и пријам
Након млаких осврта на њена два претходна романа, Френсис Ајлс (Ентони Беркли Кокс) је сматрао да је списатељица поново у форми у својој рецензији у издању часописа Чувар 11. децембра 1964: „Госпођа Агата Кристи је то поново урадила. У роману Карипска мистерија она читаоцу јасно говори шта ће се догодити, а ипак, када се то догодили, девет од десет ће бити потпуно изненађено – као што сам ја био. Како она то ради? Између осталог, овог пута је госпођица Марпл задужена за причу, а све што се може претпоставити је да је радња карипско острво."
Морис Ричардсон из часописа Посматрач 15. новембра 1964. почео је: „Највише охрабрујући повратак негде близу њеног најбољег неописивог облика... Сумња је лепо распоређена међу гостима од којих су многи били насилни прељубници. Није тешко погодити, али прилично је напето. Добра разноврсна карактеризација, укључујући посебно одличног осамдесетогодишњег тајкуна." Крајем године, Ричардсон је поново прокоментарисао књигу у посебној рубрици „Књиге године: лични избор“ када је рекао: „Агата Кристи чини један од оних повратка ветерана“.
У часопису Дневно огледало 21. новембра 1964. писало је: „Не баш на врхунцу форме. Прича о госпођици Марплс коју зависници неће сматрати нерешивом као обично.“
Роберт Барнард је о овом роману рекао да је то „по обичају свих оних мистерији за пакет аранжмане које су написали сиромашни писци крими романа који морају да искористе своје оскудне празнике. Ништа посебно занимљиво, али корисно за илустровање 'замагљености' госпођице Марпле. Поново користи трик из романа Састанак са смрћу."
„Не постоји лукавији играч игре убистава од Агате Кристи. — Недељно време
„Одбацује лажне трагове и обмањујуће догађаје као што само мајстор уметности може да уради. — Њујорк тајмс

## Посвета
Роман је посвећен Џону Крукшенку Роузу „за срећна сећањима на моју посету Западној Индији”. Кристијева и њен супруг Макс Малоуан спријатељили су се са Џоном Роузом 1928. на археолошком налазишту у Уру. Он је био архитектонски цртач и када је Макс био задужен за ископавање у Великој Сирији у Тел Арпачају у Ираку 1932. године, унајмио је Роуза да му буде цртач. Роуз је био Шкот, и како га је Кристијева описала, „предиван цртач са тихим начином говора и нежним хумором који сам сматрала неодољивим“.

## Помињање у другим делима
Милионер Џејсон Рафиел се поново појављује, постхумно, у роману Немезис у ком шаље госпођицу Марпл на посебан случај због њеног успеха у решавању догађаја везаних за Карипску мистерију.

## Прилагођавања

### Филм
У екранизацији америчког ТВ филма из 1983. глумили су Хелен Хејс као госпођица Марпл и Барнард Хјуз као господин Рафиел. Њујорк тајмс каже да госпођица Марпл има „пуне руке осумњичених“ да открије зашто је њена пријатељица убијена у овом филму који је први пут емитован 22. октобра 1983. Сценарио су писали Су Графтон која је касније постала списатељица романа мистерији и Стив Хамфри.

### Телевизија
ББЦ је екранизовао роман са Џоан Хиксон у главној улози и приказао га 1989. као део серије Госпођица Марпл. Доналд Плезенс тумачио је господина Рафиела. Неколико измена је направљено из романа: Прескотови и госпођа де Каспиро су изостављени, госпођица Марпл је летовала на Барбадосу, а не на измишљеном острву „Сент Оноре“ (име Оноре се поново појављује као измишљени главни град у ББЦ-овој серији Смрт у рају која је почела да се емитује 2011. године), а лек за крвни притисак је преименован у Тетроволфид. Снимање и емитовање је било након екранизације романа Немезис што је довело до неке забуне код гледалаца.
У ранијој продукцији, улогу Џејсона Рафиела је тумачио Френк Гетлиф, а не Доналд Плезенс. Екранизација из 1989. је једина екранизација од 2016. која је снимљена на Карибима, тачнијео на местима на острву Барбадос. ТВ филм из 1983. сниман је у Калифорнији док је варијанта из 2013. снимана у Кејптауну.
Године 2013. књига је екранизована за шесту серију ИТВ-ове серије Марпл у којој глуми Џулија Макензи као госпођица Марпл. У глумачкој постави били су и Ентони Шер као Џејсон Рафиел, Оливер Форд Дејвис као мајор Палгрејв, Хермион Норис као Евелин Хилингдон и Роберт Веб и Чарити Вејкфилд као Кендалови. Ликови су углавном исти као у роману и место је исто. На крају је Тим покушао да упуца Моли уместо да је отрује, али су меци из пиштоља замењени ћорцима. Као и друге епизоде у претходној серији, и у овој се појављују ликови засновани на стварним особама. Један је нови писац Ијан Флеминг коме је потребно име за свог шпијунског јунака. Други је орнитолог Џејмс Бонд (Чарли Хигсон) који почиње предавање својим колегама тако што се представља као "...Бонд, Џејмс Бонд" што решава Флемингов проблем. (Флеминг, који је био страствени посматрач птица, јесте преузео име од орнитолога иако се нису срели.)
Као и код Џоан Хиксон, и овде је Немезис екранизован пре Карипске мистерије. Постоје неки проблеми континуитета: у екранизацији романа Немезис из 2009. године, Џејсон Рафиел је немачки писац, али у Карипској мистерији из 2013. је енглески произвођач хемикалија. Госпођица Марпл се ни у једном тренутку у овој екранизацији не помиње као "Немезис" упркос томе што она и господин Рафиел повезују име Немезис са њом у оба романа. Као и код Џоан Хиксон, господина Рафиела тумаче различити глумци: Ентони Шер га тумачи овде, али у Немезис се појављује као глас Херберта Лома (који се раније појавио у епизоди "Убиство у парохијском дому" из 2004. као господин Дуфус).
Роман је екранизован као епизода француске телевизијске серије Мала убиства Агате Кристи 2016. године.

## Радио
Мајкл Бејквел написао је радио-драму за ББЦ која је први пут емитована у октобру 1997. са Џун Витфилд у улози госпођице Марпл. Госпођа де Каспеаро је изостављена, али је радња романа углавном задржана.